# Pono (musiktjänst)

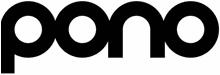
Logotypen för Pono

Pono (/ˈpoʊnoʊ/) var en musiktjänst och musikspelare för högupplöst musik som utvecklades av musikern Neil Young och hans företag PonoMusic. Pono släpptes hösten 2014. I april 2017 tillkännagavs att Pono lades ner, och alternativa planer övergavs senare.